# Anolis monticola
Anolis monticola este o specie de șopârle din genul Anolis, familia Polychrotidae, descrisă de Shreve 1936. A fost clasificată de IUCN ca specie cu risc scăzut.

## Subspecii
Această specie cuprinde următoarele subspecii:
- A. m. monticola
- A. m. quadrisartus